# بعاج
بعاج (به عربی: البعاج) شهری در عراق است که در استان نینوا واقع شده‌است. بعاج ۱۳۰٬۷۴۶ نفر جمعیت دارد و ۳۱۰ متر بالاتر از سطح دریا واقع شده‌است.